# Антонін (Серадзький повіт)
Антонін (пол. Antonin) — село в Польщі, у гміні Буженін Серадзького повіту Лодзинського воєводства.
Населення — 107 осіб (2011).
У 1975-1998 роках село належало до Серадзького воєводства.

## Демографія
Демографічна структура станом на 31 березня 2011 року:
|          | Загалом | Допрацездатний вік | Працездатний вік | Постпрацездатний вік |
| -------- | ------- | ------------------ | ---------------- | -------------------- |
| Чоловіки | 55      | 10                 | 36               | 9                    |
| Жінки    | 52      | 6                  | 31               | 15                   |
| Разом    | 107     | 16                 | 67               | 24                   |